# Pandulfo IV de Capua
Pandulfo IV (fallecido en 1049/50) fue príncipe de Capua en tres ocasiones diferentes.

## Apoyo a los bizantinos y captura por el emperador
Entre febrero de 1016 y 1022 gobernó el principado junto a su primo Pandulfo II. En 1018, el catapán bizantino Basilio Boioanes destrozó al ejército del rebelde lombardo Melo de Bari y sus aliados normandos en Cannas. Esta victoria le granjeó el reconocimiento de todos los príncipes del Mezzogiorno, que previamente habían jurado lealtad al Emperador del Sacro Imperio Romano Germánico. Entre estos príncipes, Pandulfo era uno de los más decididos partidarios de los griegos. Ayudó a Boianes en la toma de la torre de Garigliano, en manos de Dato de Bari, cuñado de Melo, en 1020, pero esto provocó el envío desde Alemania de un gran ejército encabezado por Pellegrino, arzobispo de Colonia. Este ejército avanzó por la costa tirrena y puso sitio a Capua. En 1022, Pandulfo fue capturado y reemplazado por Pandulfo V, conde de Teano. Pandulfo IV fue llevado en cadenas ante el emperador Enrique II y sólo se libró de la ejecución gracias a la intervención del arzobispo Pellegrino. Permaneció encarcelado los siguientes dos años.

## Segunda etapa en Capua
En 1024, el nuevo emperador Conrado II liberó a Pandulfo a petición de Guaimario III de Salerno, que estaba buscando aliados. Ayudados por Guaimario y el aventurero normando Ranulfo Drengot, Pandulfo puso sitio inmediato a Capua y en 1025, Boioanes, que había estado ocupado en Sicilia se unió a los sitiadores. Finalmente, la ciudad cayó en 1026, tras dieciocho meses de asedio. El comandante griego permitió al conde de Teano huir a Nápoles y Pandulfo regresó al trono, donde permanecería hasta 1038.
En 1027, Pandulfo derrotó y depuso a Sergio IV de Nápoles, pero Sergio fue restituido en 1029 por un ejército normando comandado por Ranulfo Drengot, antiguo aliado de Pandulfo, que fue nombrado conde de Aversa como premio. Pandulfo emprendió entonces acciones contra el abad de Montecassino. El anterior abad, Atenulfo, había apoyado a Pandulfo y había huido ante el avance de las tropas imperiales en 1024. El nuevo abad, Teobaldo, era hombre de confianza del Emperador y del Papa. Tras invitarle a Capua, Pandulfo le encarceló junto con el arzobispo de Capua. En 1032, Pandulfo atacó Gaeta, obligando a huir a Juan V, cónsul y duque del territorio. Todas estas hazañas le valieron el sobrenombre de “Lobo de los Abruzzos”, término acuñado por el cronista Amatus de Montecassino.
Poco después, Guaimario IV de Salerno, hijo de Guaimario III, que había muerto en 1027 solicitó a ambos emperadores –el del Sacro Imperio y el Bizantino- que resolvieran la inestable situación del sur de Italia. El emperador Conrado llegó a Troia en 1038, y ordenó a Pandulfo que devolviera las propiedades capturadas en Monte Cassino. Pandulfo envió a su esposa para pedir la paz, entregando un regalo de 300 libras de oro y a un hijo y una hija como rehenes. El emperador aceptó la oferta de Pandulfo, pero los rehenes escaparon y Pandulfo se refugió en su castillo de Sant'Agata de' Goti. Conrado capture Capua y se la entregó a Guaimario IV con el título de príncipe. Igualmente reconoció Aversa como condado de Salerno. Pandulfo por su parte, huyó a Constantinopla, buscando la protección de sus antiguos aliados griegos. Sin embargo, los vientos habían cambiado y Pandulfo fue encarcelado.

## Últimos años
Guaimario se convirtió entonces en enemigo de Miguel IV, que liberó a Pandulfo antes de su muerte. Pandulfo regresó a Italia en 1042 y durante los siguientes cinco años, él y sus seguidores acosaron a Guaimario. En 1047, año que marca un punto de inflexión en la historia del Mezzogiorno, el emperador Enrique III, hijo de Conrado, reconoció las posesiones de Ranulfo Drengot y Tancredo de Hauteville, convirtiéndolos en vasallos suyos y restauró a Pandulfo en Capua, que moriría en su ciudad el 19 de febrero de 1049 o 1050.